# (6045) 1991 RG9
A (6045) 1991 RG9 a Naprendszer kisbolygóövében található aszteroida. Holt, H. E. fedezte fel 1991. szeptember 11-én.